# Raczyński-Bibliothek
Die Raczyński-Bibliothek in Posen (Polnisch: Biblioteka Raczyńskich w Poznaniu) ist die älteste existierende Stadtbibliothek und eine der größten öffentlichen Bibliotheken Polens.

## Geschichte
Gegründet wurde die Posener Raczyński-Bibliothek vom polnischen Adligen und Publizisten Edward Raczyński. Er ließ auf einem Eckgrundstück am ehemaligen Wilhelmsplatz (Plac Wolności) zwischen 1821 und 1828 ein Palais errichten, dessen Fassade die von Claude Perrault entworfene Fassade des Louvre in Paris nachahmte. Die Bibliothek wurde am 5. Mai 1829 eröffnet. Raczyński stiftete einen Startbestand von 10.000 Bänden aus seiner eigenen Bibliothek. Die Übergabe des Hauses an die Stadt Posen fand 1832 statt. Sämtliche anfallende Unterhaltungskosten der Bibliothek wurden jedoch auch nach dem Besitzübergang weiterhin von Raczyński aus dessen Privatvermögen beglichen. Beweggrund für Raczyńskis Stiftung war dessen Überzeugung, dass die polnische Sprache und Literatur – insbesondere in der Zeit der preußischen Herrschaft über jenen Teil Polens – erhalten und nationale Kulturschätze geschützt werden sollten.
Ungeachtet religiöser Zugehörigkeit, Nationalität oder sozialem Hintergrund hatten alle Menschen Zugang zur Bibliothek und ihrem Bestand. Der Nutzerkreis setzte sich im 19. Jahrhundert vorwiegend aus polnischen Wissenschaftlern, Schriftstellern, Journalisten, Aktivisten sowie Schülern und Studenten zusammen. Für diese war die Raczyński-Bibliothek ein Treffpunkt und wichtigster Bildungs- und Forschungsinstitut der Region sowie ein Symbol der nationalen polnischen Kultur. Im Verlauf des 19. Jahrhunderts und in der Zwischenkriegszeit vergrößerte sich der Bibliotheksbestand weiter. 1902 wurde Oswald Collmann Direktor. Während des Zweiten Weltkriegs war die Bibliothek, so wie alle anderen Kultureinrichtungen in der Stadt, ausschließlich den Deutschen vorbehalten und für Polen verboten. Dank der Bemühungen von Józef Raczyński wurden die Bestände der Bibliothek jedoch nicht zerstreut. Während der Schlacht um Posen im Januar 1945 erlitt die Bibliothek aber große Verluste. Die Wehrmacht versuchte die Bibliothek vor der anrückenden Roten Armee zu schützen, doch in der kriegerischen Auseinandersetzung, wurde das Gebäude der Bibliothek beinahe komplett zerstört, wodurch ca. 180.000 Medien in Flammen vernichtet wurden, was 90 % der Bestände ausmachte. Durch Auslagerung der wertvollsten Bücher nach Obrzycko im Jahr 1943 durch Józef Raczyński wurden etwa 17.000 Bände gerettet. Das war der Grundstein für die Existenz der Raczyński-Bibliothek nach dem Krieg.

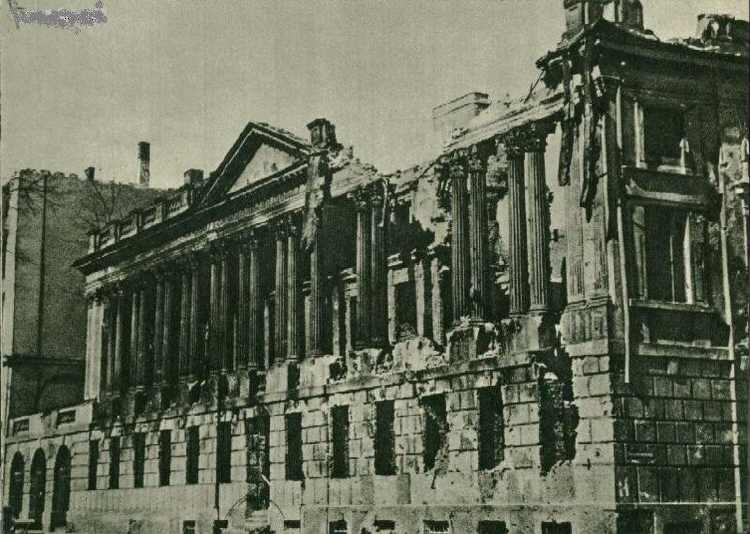
Die Bibliothek nach ihrer Sprengung durch die Deutschen, 1945

Bis das historische Gebäude der Bibliothek im Jahr 1956 rekonstruiert wurde, war die Sammlung in einer Schule untergebracht. In der folgenden Zeit gelang es der Bibliothek, sich aufgrund ihres historisch, kulturell und wissenschaftlich bedeutungsvollen Bestandes als eine der bedeutendsten Bibliotheken des Landes zu positionieren. Seit 1968 hat die Raczynski-Bibliothek den Status einer wissenschaftlichen Bibliothek. Die Nutzerschaft setzt sich heute sowohl aus Polen als auch aus ausländischen Interessierten zusammen.

## Galerie Raczyński
1828/29 ließ Edwards Bruder, der preußische Diplomat und Kunstsammler Atanazy Raczyński, an die Schmalseite der Bibliothek an der Aleje Karola Marcinkowskiego von Schinkel ein zweigeschossiges Galeriegebäude anbauen, das bereits 1837 verkauft wurde und in dem sich bis zum Abriss des Flügels das „Hotel Dresden“ befand. Seit 2011 befindet sich auf dem Grundstück der Erweiterungsbau der Stadtbibliothek.

## Erweiterungsbau und Sammlungen
Schwerpunktmäßig hat die Bibliothek umfangreiche Bestände aus dem 19. Jahrhundert bis heute. Neben wissenschaftlicher und populär-wissenschaftlicher Literatur aus dem Bereich der Geistes- und Sozialwissenschaften verfügt sie über polnische belletristische Werke, wobei die Werke der Posener Literaturszene besonders berücksichtigt sind, über allgemeine und spezielle Informationsmittel und regionale und überregionale Zeitschriften und Zeitungen.

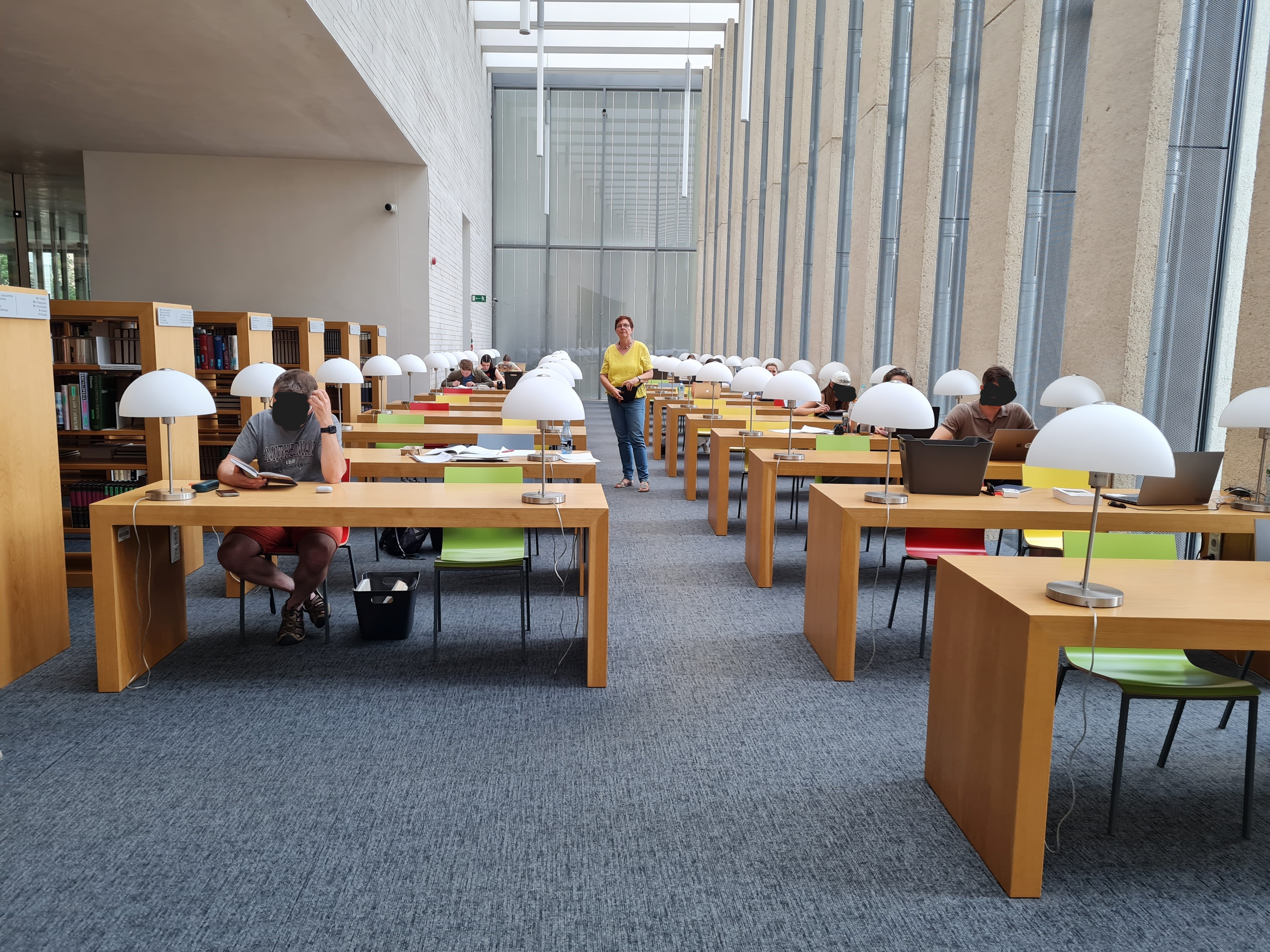
Lesesaal im 1. OG des Bibliothekserweiterungsbaus

Dank einer EU-Förderung konnte im Jahr 2009 mit dem Bau einer Bibliothekserweiterung begonnen werden, um den Sammlungsbestand zeitgemäß präsentieren und den Besuchern gute Arbeitsbedingungen liefern zu können. Den Wettbewerb für den Entwurf des neuen Gebäudes gewann das Büro JEMS Architekci aus Warschau. Das neue Gebäude wurde am 29. Juni 2013 eröffnet. Es beherbergt Lesesäle, eine Ausleihbibliothek, eine Kinderbibliothek, eine Zweigstelle für Blinde und Sehbehinderte sowie Sondersammlungen. In den Folgejahren erfolgte die Sanierung des alten Gebäudes, die im April 2022 abgeschlossen wurde. In den historischen Räumen im ersten Obergeschoss befindet sich seitdem die Kunstabteilung mit einem Bestand von rund 32.000 Büchern und etwa 34.000 Musikalien.
Zu den im neuen Gebäude der Raczynski-Bibliothek untergebrachten Sondersammlungen gehören alte Drucke, Manuskripte, Theaterstücke, Karten und Atlanten, Grafiken, Fotografien, Videoaufnahmen, Mikrofilme, Dokumente des gesellschaftlichen Lebens sowie eine maritime Sammlung. Hier findet sich auch das Henryk Sienkiewicz-Literaturmuseum und das Dokumentationszentrum für die Literaturlandschaft Großpolens (Wielkopolska). Zur Bibliothek gehört auch ein Kinderbucharchiv, das seit 1963 polnische und ins Polnische übersetzte Kinderbücher und Kinderzeitschriften sammelt. Es umfasst 40.000 Kinderbücher und 100 Kinderzeitschriften.

## Das Bibliotheksnetz
Die Raczyński-Bibliothek ist die Zentralbibliothek für das Bibliotheksnetz der Stadt Poznań. Über das gesamte Stadtgebiet verteilt gibt es 36 Zweigstellen, darunter 9 Zweigstellen nur für Erwachsene sowie weitere 9 Zweigstellen nur für Kinder. Der Buchbestand der Zweigbibliotheken beläuft sich auf rund 1 Million Bände.